# Tomorrow Never Knows (Mr. Children)
Tomorrow Never Knows è un brano musicale del gruppo musicale giapponese Mr. Children, pubblicato come loro sesto singolo il 10 novembre 1994, ed incluso nell'album Bolero. Il singolo ha raggiunto la prima posizione della classifica Oricon dei singoli più venduti in Giappone, vendendo 2 766 290 copie. Il brano è stato utilizzato come tema musicale del dorama televisivo Wakamono no Subete.

## Tracce
CD Singolo TFDC-28028
1. Tomorrow never knows
2. Love Connection (ラヴ コネクション)
3. Tomorrow never knows (Instrumental Version)

## Classifiche
| Classifica (1994) | Posizione più alta |
| ----------------- | ------------------ |
| Giappone (Oricon) | 1                  |